# Bezdan (album)
Bezdan je četrti samostojni studijski album novosadskega kantavtorja Đorđeta Balaševića. Izšel je pri zagrebškem Jugotonu sredi julija 1986.
Producent je bil namesto Josipa Bočka prvič Đorđe Petrović, aranžiral pa ga je pianist Aleksandar Dujin; oba sta do Balaševićeve smrti ostala njegova ključna sodelavca. Album je bil posnet junija 1986 v studiu RTV Novi Sad in najavljen s promocijskim singlom „Sve je otišlo u Honduras‟/„Ne lomite mi bagrenje‟. V primerjavi s predhodnimi albumi imajo na Bezdanu večjo vlogo akustična glasbila.
Bezdan velja za prelomnico v Balaševićevi ustvarjalni karieri in enega njegovih najboljših albumov. Do konca leta je bil prodan v več kot 200 000 izvodih. Največji uspeh so dosegle pesmi „Ne volim januar‟, naslovna „Bezdan‟ in „Ne lomite mi bagrenje‟. Pozornosti je bil album deležen tudi zaradi svoje dotlej največje družbene angažiranosti. Pesem „Ne lomite mi bagrenje‟ je navdihnilo dogajanje na Kosovu, kjer se je v tem času krepil albanski separatizem in nasilje nad Nealbanci. Balašević je pozneje pojasnjeval, da „Bagrenje‟ ni pesem o narodih, temveč pesem o dobrem in zlu, posvečena „vsem tistim, ki poskušajo imeti svoje življenje, svoje male praznike /.../, potem pa jih nekdo prežene, jim poruši hiše, požge mostove v imenu nekih višjih, deviantnih ciljev.‟
Album se je uvrstil na 25. mesto na seznamu stotih najboljših glasbenih albumov iz bivše Jugoslavije v knjigi YU 100: najbolji albumi jugoslovenske rok i pop muzike.

## Seznam skladb
| Št.             | Naslov                          | Pisec           | Dolžina |
| --------------- | ------------------------------- | --------------- | ------- |
| 1.              | „Sve je otišlo u Honduras‟      | Đ. Balašević    | 3:53    |
| 2.              | „Virovitica‟                    | Đ. Balašević    | 3:28    |
| 3.              | „Ne volim januar‟               | Đ. Balašević    | 4:10    |
| 4.              | „Nema više benda kao Neoplanti‟ | Đ. Balašević    | 3:17    |
| 5.              | „Bezdan‟                        | Đ. Balašević    | 4:30    |
| 6.              | „Stari orkestar‟                | Đ. Balašević    | 2:49    |
| 7.              | „Narodnjaci‟                    | Đ. Balašević    | 4:53    |
| 8.              | „Ne lomite mi bagrenje‟         | Đ. Balašević    | 5:34    |
| 9.              | „Slow Motion‟                   | Đ. Balašević    | 5:52    |
| Skupna dolžina: | Skupna dolžina:                 | Skupna dolžina: | 38:26   |

## Zasedba
- Đorđe Balašević – vokal
- Aleksandar Dujin – klavir
- Aleksandar Caki Kravić – bas kitara
- Miroslav Karlović Karlo – bobni
- Dragan Jovanović Krle – kitara
- Josip Kiki Kovač – violina, saksofon